# Lestodiplosis lanceolatae
Lestodiplosis lanceolatae är en tvåvingeart som beskrevs av Barnes 1928. Lestodiplosis lanceolatae ingår i släktet Lestodiplosis och familjen gallmyggor. Inga underarter finns listade i Catalogue of Life.